# Pseudolimnophila (Pseudolimnophila) brunneinota
Pseudolimnophila (Pseudolimnophila) brunneinota is een tweevleugelige uit de familie steltmuggen (Limoniidae). De soort komt voor in het Palearctisch gebied.